# Узбекистан на зимових Олімпійських іграх 2014
Узбекистан на зимових Олімпійських іграх 2014 року у Сочі буде представлений 3 спортсменами у 2 видах спорту.

## Фігурне катання
| Змагання                  | Спортсмени | Коротка програма | Коротка програма | Довільна програма | Довільна програма | Підсумок | Підсумок |
| Змагання                  | Спортсмени | Бали             | Місце            | Бали              | Місце             | Бали     | Місце    |
| ------------------------- | ---------- | ---------------- | ---------------- | ----------------- | ----------------- | -------- | -------- |
| Чоловіче одиночне катання | Міша Ге    | 68.07            | 18               | 135.19            | 17                | 203.26   | 17       |